# أدريانو بوفون
أدريانو بوفون (بالإيطالية: Adriano Buffon)‏ رامي قرص إيطالي ( ولد في توسكانا عام 1948) مثل بلاده في العديد من المحافل الدولية، كما حاز على عدة بطولات محلية. إضافة إلى ان عائلته رياضية بامتياز فعمه لورينزو بوفون حارس مرمى إيطاليا، وابن عمه ارماندو بوفون حارس مرمى لاتسيو، وبناته جويندالينا بوفون ، فيرونيكا بوفون لاعبتي كرة طائرة، وابنه جان لويجي حارس مرمى إيطاليا.

## مسيرته الرياضية
برزت مواهبه الرياضية في المدرسة، مما جعل والديه يشركانه في ألعاب القوى، حيث ظهر ميله لرمي القرص، فشارك في كافة البطولات الايطالية للالعاب القوى، وحاز على الميداليات المحلية، لكن اصابة في كتفه حرمته من المشاركة في اولمبياد المكسيك.